# 10126 Ларбро
10126 Ларбро (10126 Larbro) — астероїд головного поясу, відкритий 21 березня 1993 року.
Тіссеранів параметр щодо Юпітера — 3,639.